# Susan G. Komen

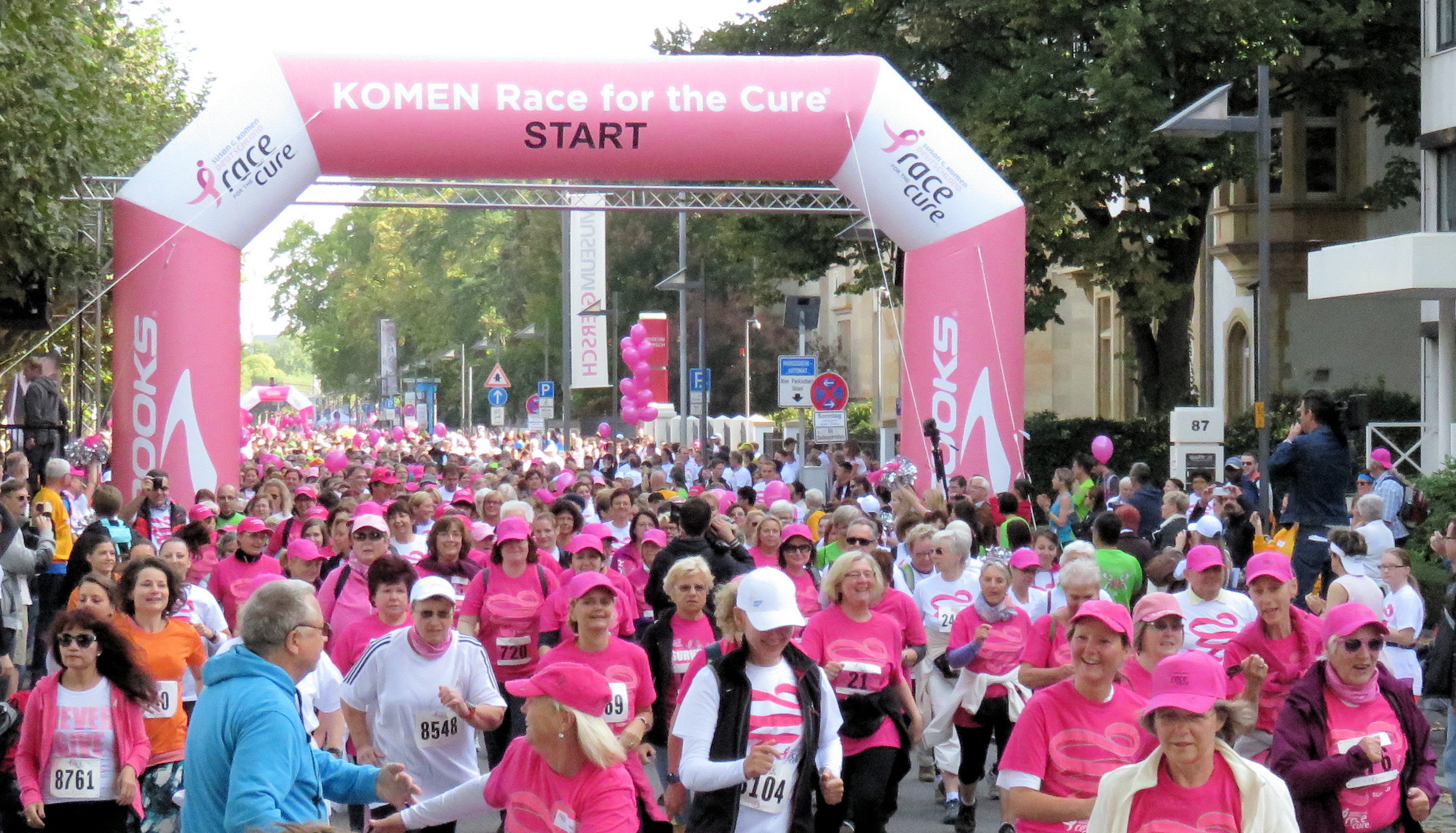
Start zum „Race für the cure“ 2014. Wer nach einer Brustkrebserkrankung teilnimmt, kann als „Survivor“ zur Ermutigung anderer sein „Weiterleben trotz Krebs“ durch ein pink-farbenes T-Shirt deutlich machen.

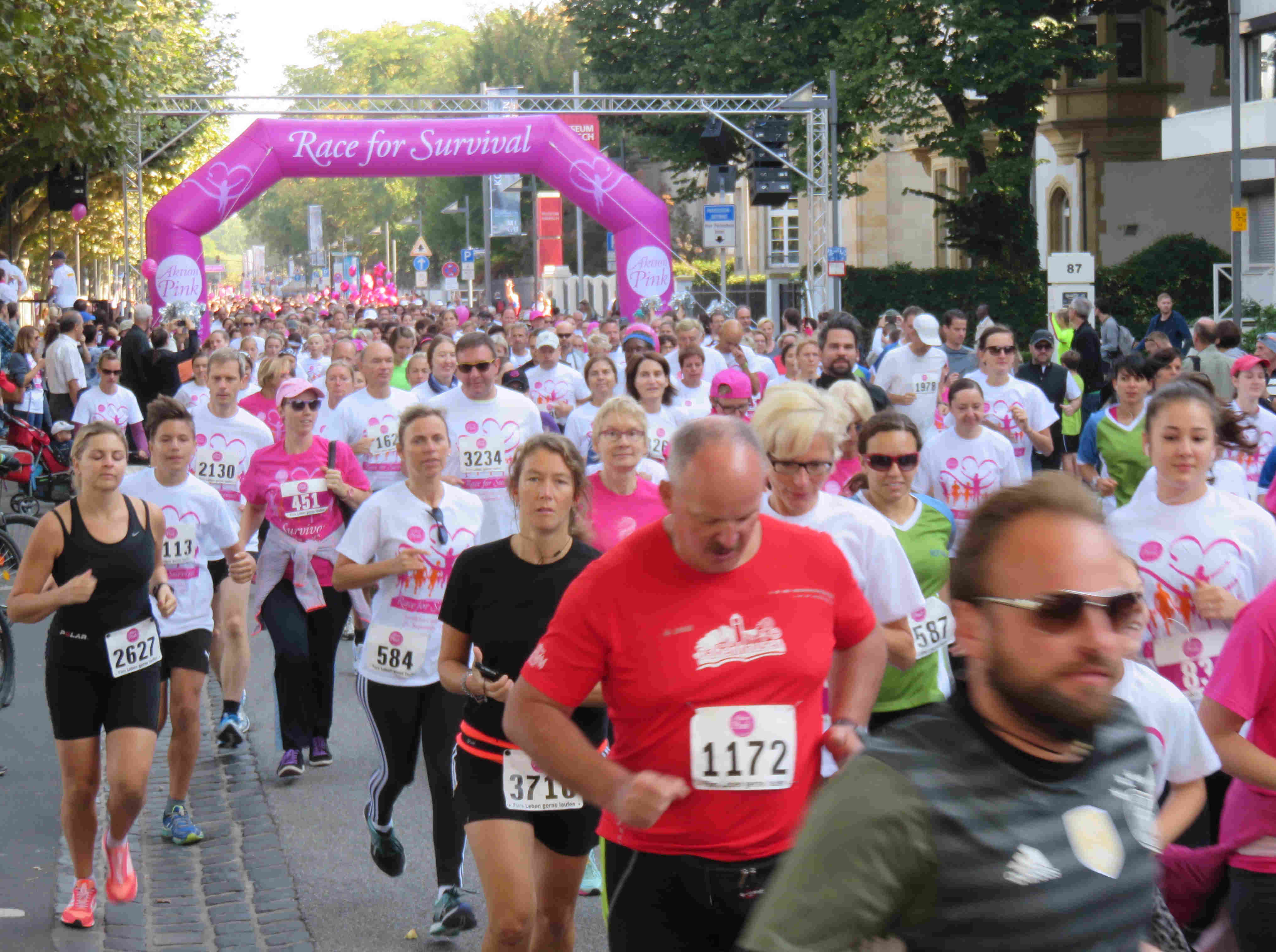
Start zum „Race for Survival“ 2016

Susan G. Komen (zuvor Susan G. Komen for the Cure, bis Ende 2006 The Susan G. Komen Breast Cancer Foundation) ist eine US-amerikanische Stiftung, die 1982 gegründet wurde. Bestimmungszweck dieser Non-Profit-Organisation ist insbesondere, durch Aufklärungskampagnen über die Vorteile einer Früherkennung von Brustkrebs zu informieren und durch eingeworbene Spendengelder die Forschung von Brustkrebs-Therapieverfahren zu unterstützen. Die Stiftung hatte – zumindest zeitweise – Unterstützergruppen auf den Bahamas, in Belgien, Georgien, Deutschland, Griechenland, Italien, Puerto Rico und Tansania. In Deutschland wurde die häufig kurz als Komen bezeichnete Stiftung durch die mehrere Jahre lang von einem deutschen Förderverein organisierten Volksläufe („Race for the Cure“) bekannt.

## Entstehung und Aktivitäten
Die US-Stiftung wurde 1982 von Nancy Brinker gegründet, deren Schwester, Susan G. Komen, zwei Jahre zuvor im Alter von 36 Jahren an Brustkrebs gestorben war. Das Startkapital der Stiftung betrug 200 US-Dollar. Eigenen Angaben zufolge hat die Stiftung allein bis 2004 insgesamt mehr als 750 Millionen US-Dollar für den Kampf gegen Brustkrebs eingeworben und davon mehr als 180 Millionen US-Dollar für die Erforschung von Brustkrebs zur Verfügung gestellt. Laut Geschäftsbericht der Komen-Foundation wurden im Haushaltsjahr 2004/05 insgesamt 232 Millionen US-Dollar eingeworben, davon stammten aus den Laufsportereignissen Race for the Cure 135 Millionen US-Dollar; 81 Prozent der Einnahmen wurden für die satzungsgemäßen Ziele der Stiftung ausgegeben. Zwischen 1982 und 2012 wurden insgesamt 2,5 Milliarden US-Dollar eingeworben. Der erste Komen Race for the Cure fand 1983 in Dallas statt.
Im Jahr 2020 berichtete Komen im Jahresbericht, 195 Millionen US-Dollar eingeworben zu haben; rund die Hälfte dieser Einnahmen wurden für Bildungs- und Aufklärungsprogramme eingesetzt, rund 36 Prozent für Fundraising sowie Personal- und Verwaltungskosten.

## Komen-Deutschland
1999 wurde die Unterstützergruppe Susan G. Komen Deutschland e. V. – Verein für die Heilung von Brustkrebs mit Sitz in Frankfurt am Main gegründet, die sich als deutsche Sektion der US-Stiftung verstand. Ab 2009 gab es zudem Komen-Regionalgruppen in Köln, Heidelberg und Hamburg. Wie sein US-amerikanisches Vorbild, so finanzierte auch der Verein Komen Deutschland Aufklärungskampagnen zur Früherkennung von Brustkrebs und unterstützte die Forschung von Brustkrebs-Therapieverfahren durch eingeworbene Spendengelder. So wurde im Jahr 2001 das Modell-Projekt „Brustgesundheit Hessen“ vom Verein initiiert und finanziert. Ab 2004 wurden ferner zwei Frankfurter Krankenhäuser finanziell unterstützt, damit sie psychoonkologische Beratungsstellen unterhalten und durch diese die Arbeit ihrer Brustkrebskliniken unterstützen konnten. Im Jahr 2010 waren es 16 Projekte mit einem Gesamtvolumen von 184.000 Euro. Insgesamt hat Komen Deutschland bis 2010 knapp 1,2 Millionen Euro Fördergelder in Deutschland vergeben. Zusätzlich wurden bundesweit jährlich über 20.000 Broschüren für Betroffene und ihr Umfeld verteilt und verschickt, denn Brustkrebs betrifft nicht nur die Erkrankte, sondern auch immer Partner, Kinder, Familie, Freunde und Kollegen.
Ab 2004 wurde von Komen Deutschland in Frankfurt am Main der „Pink Tie Ball“ ausgerichtet. Diese aufwändige, festliche Abendunterhaltung gehört in den USA seit vielen Jahren zu den größten und erfolgreichsten Wohltätigkeitsveranstaltungen des Landes und brachte auch in Deutschland jeweils sechsstellige Beträge an Spendengeldern ein, 2008 sogar erstmals mehr als 500.000 Euro.
Ab 2007 versandte Komen Deutschland jedes Jahr „Pink Infotaschen“ an zertifizierte Brustzentren in ganz Deutschland (2007: 7.000, 2008: 10.000 und 2009: 15.000) und erreichte damit jede vierte neu erkrankte Frau. Im Jahr 2009 gab es dafür eine Auszeichnung im Rahmen des bundesweiten Wettbewerbes Land der Ideen.
Von 2000 bis 2015 richtete Komen Deutschland am letzten Sonntag im September in Frankfurt am Main den 5000-Meter-Lauf Race for the Cure aus. Der Erlös aus diesem Volkslauf, an dem 2012 mehr als 7500 Läufer teilnahmen, kam den Aufklärungskampagnen des Vereins zugute.
Von 2011 bis 2015 gab es ferner in Hamburg einen jährlichen Volkslauf, und am 16. Juni 2012 fand erstmals ein solcher Benefiz-Lauf in Köln statt. Im Jahr 2016 konnten geplante Benefiz-Läufe in Berlin, Dresden, Leipzig und Hamburg aufgrund der Trennung von der US-amerikanischen Stiftung nicht stattfinden.

## Aktion Pink
17 Jahre nach seiner Gründung trennte sich Komen Deutschland von der US-amerikanischen Komen-Stiftung, nachdem diese ihre Geschäftsstrategie geändert hatte und für das Laufsport-Label „Race for the Cure“ nur noch „Race-Partnerschaften“ als Lizenzgeschäft zulässt. Infolge einer Satzungsänderung ging 2015 aus dem Verein Komen Deutschland die Aktion Pink Deutschland e. V. hervor, die sich selbst weiterhin als „Verein zur Erhaltung von Brustgesundheit und zur Heilung von Brustkrebs“ versteht und beispielsweise in Frankfurt am Main den ehemaligen „Race for the Cure“ als „Race for Survival“ fortgeführt hat. Mit der Satzungsänderung und Umbenennung endete 2015 die institutionelle Verbindung des deutschen Vereins mit Susan G. Komen.
Neben dem Organisieren der „Race for Survival“ (2023 und 2024 nur als virtueller Lauf) tritt der Verein einmal jährlich insbesondere mit Yoga for Survival und Dance for Survival an die Öffentlichkeit. Anders als zuvor der Verein Komen Deutschland veröffentlicht die Aktion Pink Deutschland auf ihrer Website jedoch keinen Verwendungsnachweis für eingesammelte Gelder zugunsten der dort erwähnten „Projekte zur Heilung von Brustkrebs“, und die Website weist kein Spendensiegel auf.

## Belege
1. ↑  Our Mission and History: A Timeline Of Key Events. Auf:  komen.org, zuletzt abgerufen am 25. Mai 2022.
2. ↑  Jeder hasst Krebs, alle lieben Brüste. Auf: sueddeutsche.de vom 6. Februar 2012.
3. ↑  Nancy Brinker: About. Auf: nancygbrinker.com, zuletzt abgerufen am 25. Mai 2022.
4. ↑  KOMEN-Foundation: Annual Report 2004/05, S. 15. (Memento vom 17. März 2015 im Internet Archive)
5. ↑  KOMEN-Foundation: Annual Report, Fiscal Year 2013. (Memento vom 22. Januar 2015 im Internet Archive)
6. ↑  FY 2019-2020 – Annual Report. (PDF; 21 MB) Auf: komen.org, S. 38, zuletzt abgerufen am 26. Mai 2022.
7. ↑  Modellprojekt Brustgesundheit Hessen. Auf: gesundheit-aktuell.de, 2002, zuletzt eingesehen am 1. September 2020.
 Irmgard Naß-Griegoleit: Brustgesundheit – Erwartungen an die ärztliche Betreuung. In: Der Gynäkologe. Band 35, 2002, S. 1117–1120, doi:10.1007/s00129-002-1280-7.
8. ↑  Zwei Frankfurter Krankenhäuser: ausgewählte Förderprojekte 2004. (Memento vom 5. April 2004 im Internet Archive)
9. ↑  KOMEN Deutschland: Förderprogramme (bis 2010). (Memento vom 22. Juli 2011 im Internet Archive)
10. ↑  Der erste Pink Tie Ball in Deutschland. (Memento vom 3. August 2004 im Internet Archive)
11. ↑  Pink Tie Ball, Frankfzrt am Main 2008. (Memento vom 23. Juli 2008 im Internet Archive)
„Pink Tie Ball“: Sarah Connor und ein stolzes Ergebnis. Auf: faz.net vom 2. Juni 2008.
12. ↑  „KOMEN Deutschland“: geförderte Projekte 2008. (Memento vom 25. September 2008 im Internet Archive) Beispielhafter Verwendungsnachweis für Spendengelder aus dem Jahr 2008.
13. ↑  365 Orte 2009: Die pinkfarbene Mutmachtasche. Auf: land-der-ideen.de
14. ↑  Übersichtsseite zu den diversen Laufveranstaltungen „Race for the cure“ in Deutschland (Memento vom 1. Oktober 2015 im Internet Archive) Auf: komen.de, dump vom 30. September 2015
15. ↑  Nancy G. Brinker: Promise Keeper. The crusader's Race for the Cure has been key to funding advances in breast cancer research. (Memento vom 10. Februar 2012 im Internet Archive) Auf: businessweek.com vom 17. Oktober 2005
16. ↑  Erläuterungen zum Ausfall der Läufe 2016 (Memento vom 13. September 2016 im Internet Archive). Im Original publiziert auf aktionpink.de, 2016.
17. ↑  Namensänderung. Auf: laufen-in-koeln.de vom 10. Juni 2016
18. ↑  Webseiten der Aktion Pink zum Race for Survival.
19. ↑  Run for Live 2023. (Memento vom 25. September 2023 im Internet Archive). Im Original publiziert auf aktionpink.de/frankfurt, Stand vom 7. Februar 2024.
20. ↑  Ankündigung: Race for Survival 2024. Stand vom 31. August 2024.